# Association nationale pour la protection du ciel et de l'environnement nocturnes
L'Association nationale pour la protection du ciel et de l'environnement nocturnes (ANPCEN), anciennement Association nationale pour la protection du ciel nocturne (ANPCN), est une association française œuvrant pour la qualité de la nuit et luttant contre la pollution lumineuse. Fondée en 1999 par des astronomes puis rejoint par des naturalistes, chercheurs, techniciens de l'éclairage, élus, elle a évolué depuis vers une prise en compte plus large des enjeux de la pollution lumineuse : la biodiversité et les paysages, les enjeux sanitaires et sociaux, l'énergie, le climat et les déchets, les enjeux budgétaires.
L’ANPCEN a reçu l’agrément national des associations de protection de l’environnement.
L'association décerne le label Villes et Villages étoilés, qui se décline de 1 à 5 étoiles suivant le niveau d'implication de la commune dans la gestion de son éclairage nocturne.

## Objectifs
L’ANPCEN alerte sur le fait que l’éclairage artificiel nocturne non adapté aux besoins a notamment des conséquences fortes sur les dépenses publiques, sur les consommations énergétiques, sur le sommeil et la santé humaine, sur l’environnement comme sur l'observation du ciel étoilé pour tous.

## Fonctionnement et organisation

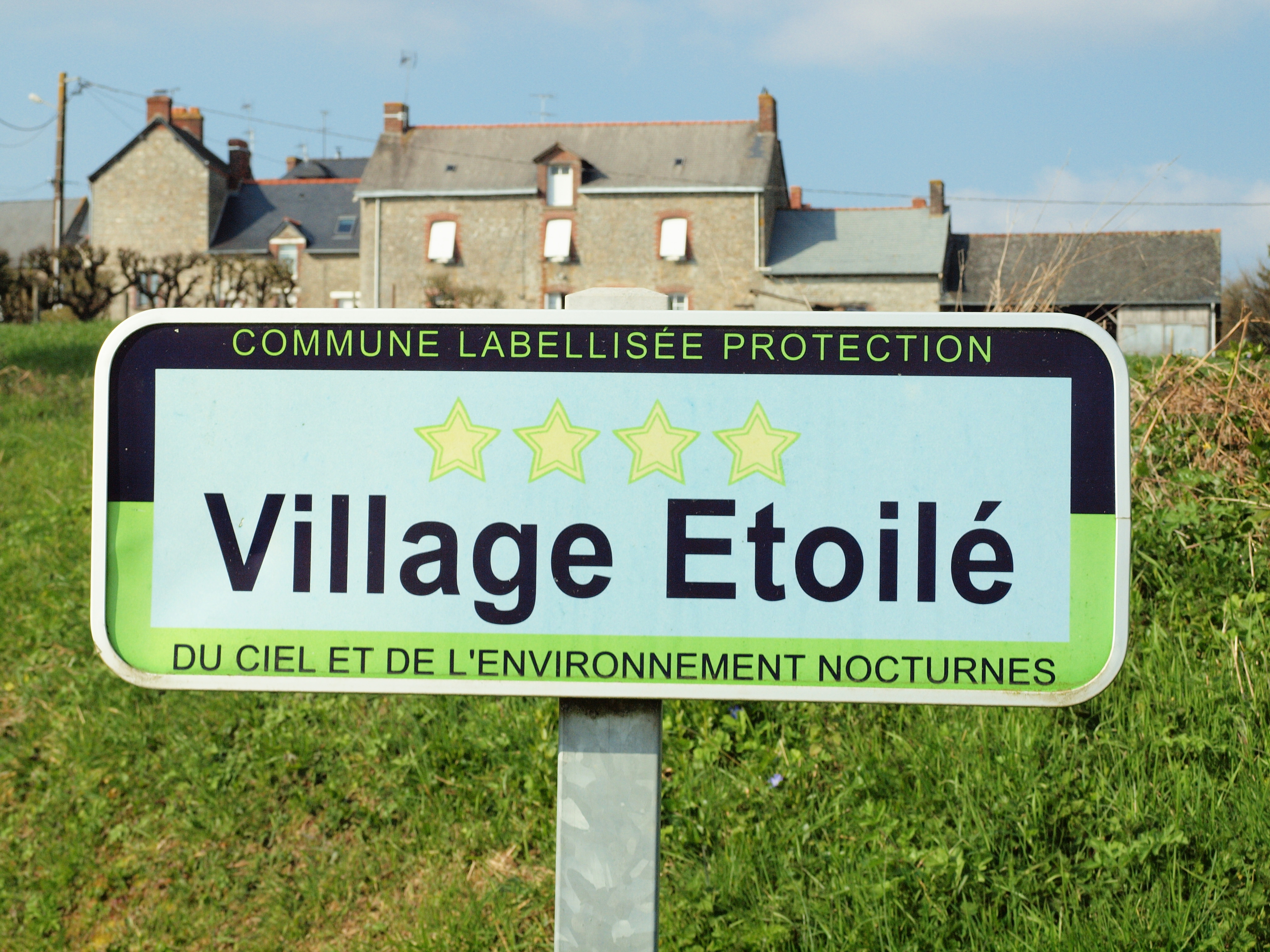
Le panneau du village étoilé de La Couyère.

L'action de l'ANPCEN est entièrement bénévole : elle repose sur son conseil d'administration et son réseau de correspondants locaux.
Christophe Martin-Brisset est l'actuel président de l'ANPCEN, Anne-Marie Ducroux, présidente d'honneur a occupé cette fonction de 2010 à 2022, Paul Blu, président d'honneur, de 2004 à 2009, Christophe Martin-Brisset, de 1999 à 2004.
Avec ses adhérents, dont plus d’une centaine d’associations membres, des collectivités et des particuliers, l’ANPCEN représente plus de 6 000 personnes mobilisées[réf. nécessaire].

## Historique
La réunion constitutive de l'Association nationale pour la protection du ciel nocturne a eu lieu le 4 octobre 1998 lors du deuxième congrès national pour la protection du ciel nocturne organisé par le Comité national pour la protection du ciel nocturne. Ce dernier, mis en place en 1994 dans le cadre de la Société d'astronomie de France rassemblait des astronomes souhaitant travailler à la préservation du ciel nocturne.
Les statuts de l'association ont été publiés le 20 mars 1999.
En 2007, l'ANPCN devient l'ANPCEN en élargissant ses champs d'action à l'ensemble des enjeux de la pollution lumineuse et adhère à France Nature Environnement. Elle contribue aux débats du Grenelle Environnement.
En 2009, l'ANPCEN obtient la première signature par une commune, Rocbaron dans le Var, de sa charte d'engagement, organise la première édition du concours Villes et villages étoilés et devient partenaire de la première édition du Jour de la nuit.
En 2013, l'International Dark-Sky Association remet conjointement à l'ANPCEN et au Gouvernement français son trophée pour reconnaître les avancées du Grenelle de l'environnement en matière de prévention des nuisances lumineuses.
En 2014, l'ANPCEN obtient l'agrément national des associations de protection de l’environnement délivré par le ministère de l'Écologie, du Développement durable et de l'Énergie.
En 2018, l'ANPCEN publie avec le parc national de Port-Cros une étude sur la qualité de la nuit sur l'île de Porquerolles, site pilote insulaire protégé en Méditerranée française.
En 2018, elle obtient du Conseil d'État, à la suite d'un contentieux initié avec FNE et la FRAPNA Isère, la condamnation de l’État qui n'avait pas pris l'ensemble des mesures réglementaires nécessaires à la mise en œuvre de la prévention des nuisances lumineuses issues des lois Grenelle.
Pour saluer son action, en 2020, un astéroïde, enregistré sous le numéro « 40023 », est nommé « ANPCEN » par son découvreur belge Eric Elst, depuis l’observatoire de La Silla au Chili en 1998.

## Actions
L’ANPCEN, association reconnue d'intérêt général, agit par plaidoyers nationaux et actions locales d'accompagnement et de pédagogie ; notamment :
- elle sensibilise tous les interlocuteurs aux enjeux de l’évolution incontrôlée et exponentielle de l’éclairage public, entraînant des halos de pollution lumineuse, des lumières intrusives, la disparition de la nuit par dégradations de l’environnement nocturne[10] ;

- elle a contribué à faire inscrire l’enjeu de l’environnement nocturne dans les lois (Grenelle de l’environnement[11], transition énergétique[12], biodiversité[13]) et suit chaque étape de l’élaboration des décrets et arrêtés associés (décret de janvier 2012 sur la publicité extérieure[14], arrêté d’extinction paru en janvier 2013[15] : elle a effectué depuis trois bilans publics et citoyens de son application sur le terrain[16],[17], arrêté d'extinction paru en décembre 2018[18]) ;

- elle a demandé la mise à jour de l'avis de l’Anses sur les effets sanitaires et environnementaux des Leds désormais inscrite dans le Plan national santé-environnement[19],[20],[21]. En mai 2021, le Gouvernement a rendu public son 4ème plan national santé environnement[22] : il est désormais acté un axe "Réduire les expositions environnementales affectant la santé humaine et celle des écosystèmes sur l'ensemble du territoire"  qui comprend une action "Réduire les nuisances liées à la lumière artificielle pour la santé et l'environnement" ;

- elle a mis au point des outils originaux [réf. nécessaire] : recensement des communes pratiquant l’extinction nocturne en milieu de nuit [réf. nécessaire] , mesures de terrain, charte d’engagements des communes (200 communes ont signé la charte d’engagements volontaires de l’ANPCEN représentant 2 100 000 habitants)[23], étiquettes environnementales pour qualifier la lumière, graphique de suivi des évolutions de l'éclairage public de 1960 à 2015 ;

- elle porte différentes recommandation dont celle d'instauration d’une « trame nocturne »[24] c’est-à-dire d’une prise en compte de la gestion de la lumière dans les continuités écologiques ou trames vertes et bleues, et d’actions spécifiques dans les espaces protégés.

Les actions emblématiques menées par l'association sont : 
- le Label Villes et villages étoilés ;
- le manifeste de l'ANPCEN Inventons l'éclairage du 21e siècle ;
- la carte 2015 de la pollution lumineuse en France.

### LabelVilles et villages étoilés

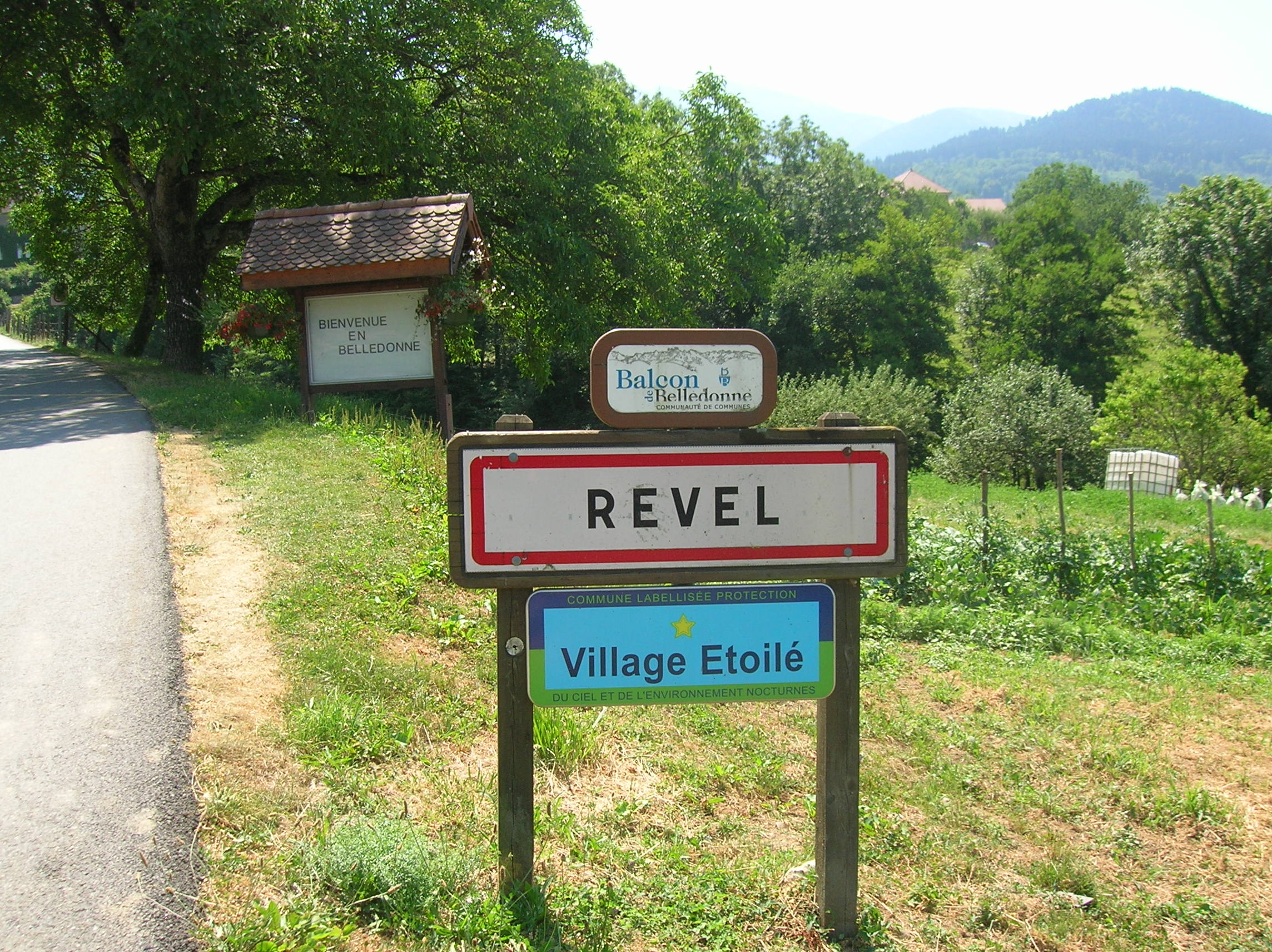
Panneaux à l'entrée du village étoilé de Revel.

L'Association nationale pour la protection du ciel et de l'environnement nocturnes organise un concours « Villes et villages étoilés » à l'attention des communes « pour encourager les actions des communes qui s'engagent et s'inscrivent dans un cheminement de développement durable alliant économies budgétaires, économies d'énergie, limitation d'émissions de gaz à effet de serre et de déchets, protection de la biodiversité et legs aux générations futures d'une capacité d'observation du ciel étoilé ».
Une à cinq étoiles récompensent les progrès d’une démarche volontaire et globale de gestion de l’éclairage extérieur, par les communes participantes. Elles peuvent afficher alors cette distinction sur des panneaux aux entrées des communes.
En 2013, 389 communes ont été labellisées depuis la création du label en 2009.
En 2015 a lieu la 6e édition de ce concours qui bénéficie du soutien de la Ligue pour la protection des oiseaux, du ministère de l'Écologie, du Développement durable et de l'Énergie, des Parcs nationaux de France et de la fédération nationale des parcs naturels régionaux de France.
En 2016, on recense 570 communes labellisées depuis 2009.
En 2019 et 2020, a eu lieu la 7e édition qui a permis de labelliser 364 communes portant à 722 le nombre de communes labellisées dont 17 villes de plus de 10 000 habitants : Strasbourg, Roubaix, Niort, Grasse... Quatre territoires représentant 222 communes se voient décerner une distinction collective d’encouragement « Territoire de Villes et Villages étoilés » pour la première fois : la communauté de communes du pays de Mortagne (Vendée), le parc naturel régional du Gâtinais français, le parc naturel régional des Causses du Quercy et le parc naturel régional des Préalpes d'Azur.
La nouvelle Stratégie nationale des Aires protégées (SNAP) 2021-2023 inscrit en 2021 le label national "Villes et Villages étoilés", organisé par l'ANPCEN, comme indicateur de suivi de l’action à la mesure 9 dans l’objectif 3 : « D’ici 2021, lutter contre la pollution lumineuse et identifier des cibles nationales de collectivités engagées dans le label Villes et Villages étoilés au sein des aires protégées ».

### Manifeste de l'ANPCENInventons l'éclairage du21esiècle
En juin 2015, l'Association nationale pour la protection du ciel et de l’environnement nocturnes, associée à France Nature Environnement et à la Société Astronomique de France, a lancé un manifeste pour inventer l'éclairage du 21e siècle, à l’occasion de l’Année internationale de la lumière de l’Unesco et de la Conférence des parties de la Convention-cadre des Nations unies sur les changements climatiques (COP 21), à Paris en 2015.

### Carte 2015 de la pollution lumineuse en France
Les données accumulées depuis près de 20 ans par l'ANPCEN lui ont permis en 2015 de diffuser une carte de la France métropolitaine qui donne une vision d'ensemble du phénomène de pollution lumineuse dans les différentes régions et d'estimer la qualité du ciel et de l'environnement nocturne qui en découle. Cette carte permet d'évaluer de façon globale l'exposition de l'environnement la nuit à la lumière artificielle à un instant donné, avant toute modulation temporelle de l'éclairage (par extinction ou par réduction de puissance).
Dans la continuité de cette action historique de l'ANPCEN, en 2021, le ministère de la transition écologique a mis en œuvre son engagement 25 pris dans le cadre du plan biodiversité de 2018 de "définir un indicateur unique permettant de mieux suivre et évaluer la pollution lumineuse en France". Cet indicateur intitulé "Proportion du territoire métropolitain fortement impacté par la pollution lumineuse en cœur de nuit" indique que 85% du territoire métropolitain est exposé à un niveau élevé de pollution lumineuse. Il se décline en une carte de la luminance zénithale en cœur de nuit par temps clair et sans lune.

## Honneurs
L'astéroïde (40023) ANPCEN est nommé en son honneur.
L'astéroïde (388370), découvert le 20 octobre 2006, par Jean-Claude Merlin, est nommé Paul Blu, ancien président de l'ANPCEN.